# Língua uaiuai
Uaiuai é uma língua da família Caribe falada pelos Uaiuais.
Em 2023, foi declarada língua oficial do Amazonas, juntamente com outras 15 línguas indígenas.